# Guano (ort)
Guano är en ort i Ecuador.   Den ligger i provinsen Chimborazo, i den centrala delen av landet, 150 km söder om huvudstaden Quito. Guano ligger 2 666 meter över havet och antalet invånare är 12 659.
Terrängen runt Guano är varierad. Runt Guano är det ganska tätbefolkat, med 67 invånare per kvadratkilometer. Närmaste större samhälle är Riobamba, 7,2 km söder om Guano. Omgivningarna runt Guano är i huvudsak ett öppet busklandskap.